# Kościół św. Mikołaja w Srebrnej Górze
Kościół Świętego Mikołaja – rzymskokatolicki kościół parafialny mieszczący się we wsi Srebrna Góra, w województwie wielkopolskim.
Został wybudowany w stylu neoklasycystycznym w latach 1848–1849. Jest to świątynia jednonawowa z wieżą. Został zniszczony przez pożar w 1954. Odbudowany w latach 1955–1956. 